# ولي الله فلاحي
ولي الله فلاحي (بالفارسیة: ولی‌الله فلاحی) (1931 - 29 سبتمبر 1981) ضابط إيراني شغل عدة مناصب قيادية بالجيش الإيراني قائد القوات البرية الإيرانية ثم نائب رئيس هيئة الاركان بالجيش الإيراني خلال الحرب العراقية الايرانية، قتل في تحطم طائرة عسكرية عام 1981.